# Bea Cantillon
Bea Cantillon (Wilrijk, 6 december 1956) is een Belgisch sociologe en voormalig politica.

## Levensloop
Ze studeerde politieke en sociale wetenschappen aan de Universiteit Antwerpen en aan de Katholieke Universiteit Leuven. In 1979 werd ze aan de Universiteit Antwerpen onderzoekster bij het Centrum voor Sociaal Beleid Herman Deleeck, waarvan ze sinds 1995 de directrice is. Ze was tevens van 2004 tot 2008 vicerector van de Universiteit Antwerpen. Als gewoon hoogleraar doceert ze aan de Universiteit Antwerpen over de welvaartsstaat, armoede, sociale ongelijkheid en het sociale beleid in België en in Europa. Ze publiceerde onder meer over de gevolgen van de sociodemografische veranderingen voor de sociale zekerheid, over sociale indicatoren, over sociaal federalisme en over het sociale beleid in Europa. Ook werkte ze als adviseur voor de Belgische regering.
Tussen 1995 en 1999 zetelde ze voor de CVP als gecoöpteerd senator in de Senaat. Daarna was ze van 2000 tot 2002 van de Commissie Cantillon tot Hervorming van de Sociale Zekerheid van Zelfstandigen. Ook was ze van 2003 tot 2008 geassocieerd lid en is ze sinds 2008 gewoon lid van de Koninklijke Vlaamse Academie van België voor Wetenschappen en Kunsten. Bovendien werd ze in 1995 voorzitter van het beheerscomité van het Federaal Agentschap voor Kinderbijslag, lid van de Hoge Raad voor de Werkgelegenheid, in 2013 lid van de Expertencommissie voor de Pensioenhervorming 2020-2040. In januari 2018 werd ze voorzitster van 11.11.11.
In 2006 werd ze voorgedragen voor verheffing in de Belgische adel met de titel van barones. Zij lichtte nooit de adelsbrieven en haar verheffing bleef dus zonder gevolg.